# Chantal Baudaux

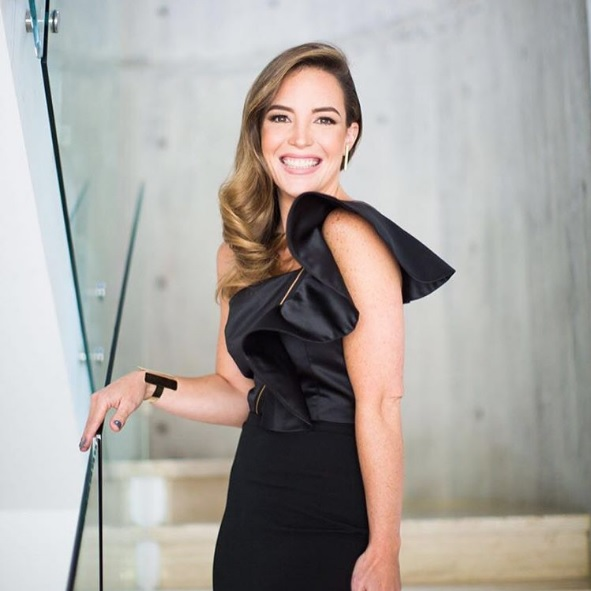
Chantal Baudaux

Chantal Nathaly Baudaux Jiménez född 4 januari 1980 i Caracas, Venezuela venezuelansk skådespelare.

## Filmografi (i urval)
- 1998 - Hoy Te Vi
- 2002 - La Mujer de Judas
- 2003 - La Cuaima
- 2004 - Negra Consentida